# Dolmen du Roc de Jornac
Le dolmen du Roc de Jornac est un dolmen situé à Urbanya, dans le département français des Pyrénées-Orientales.

## Historique
Le dolmen a été signalé pour la première fois en 1990. Il a été endommagé par des travaux d'aménagement et la commune en a entrepris une restauration rapide.

## Description
Le dolmen s'apparente à un coffre mégalithique. La dalle de chevet (0,84 m de long sur 0,15 m d'épaisseur) dépasse du sol sur environ 0,20 m de hauteur. Un orthostate coté sud-est (1,10 m de long sur 0,20 m d'épaisseur) penche légèrement vers l'intérieur de la chambre. Une dalle (0,96 m de long sur 0,70 m de largeur) a été retrouvée couchée au sol devant l'entrée qui ouvre au sud-est. La table de couverture (1,60 m de long sur 1,20 m de large et 0,30 m d'épaisseur) comporte plusieurs cupules et deux gravures de croix, une croix latine de 17 cm de long et un genre de « croix de Lorraine » qui semble d'époque beaucoup plus récente. Le tumulus a été endommagé par un bulldozer lors des travaux d'aménagement et son plan n'est  plus compréhensible.